# Francesco Rocca
Francesco Rocca né le 2 août 1954 à San Vito Romano est un footballeur international italien devenu entraîneur . 
Ayant effectué toute sa carrière en tant que défenseur à l'AS Rome, il doit prendre sa retraite à l'âge de 26 ans à cause de blessures récurrentes. L'ancien international se reconvertit entraîneur et dirige les catégories de jeunes de l'Italie.

## Biographie
Francesco Rocca débute à l'AS Rome en 1972 lors de la coupe anglo-italienne. Surnommé Kawasaki pour son activité sur le terrain, le joueur subit toutefois de nombreuses blessures. En 1981, lors d'un match amical contre le SC Internacional, le joueur contracte un énième problème physique et est contraint de mettre un terme à sa carrière à 26 ans. De 1972 à 1981, le Romain apparaît 141 fois en Serie A, 22 fois en coupe d'Italie et 6 fois en coupe UEFA sans inscrire de but, il apparaît en outre 18 fois sous les couleurs de l'Italie avec laquelle il marque un but face aux États-Unis le 2 avril 1975. Francesco Rocca demeure l'un des joueurs les plus marquants des Giallorossi.
Francesco Rocca devient par la suite entraîneur et conduit la sélection olympique italienne jusqu'à la quatrième place aux Jeux olympiques 1988. Il termine également deuxième de l'Euro 2008 des moins de 19 ans et des Jeux méditerranéens de 2009.

## Palmarès

### En tant que joueur
AS Rome
- Coupe d'Italie
  - Vainqueur : 1980 et 1981.

### En tant qu'entraîneur
| Italie -19 ans - Euro -19 ans - Finaliste : 2008. |  | Italie -20 ans - Jeux méditerranéens - Finaliste : 2009. |